# Rayton Fissore Magnum 4x4

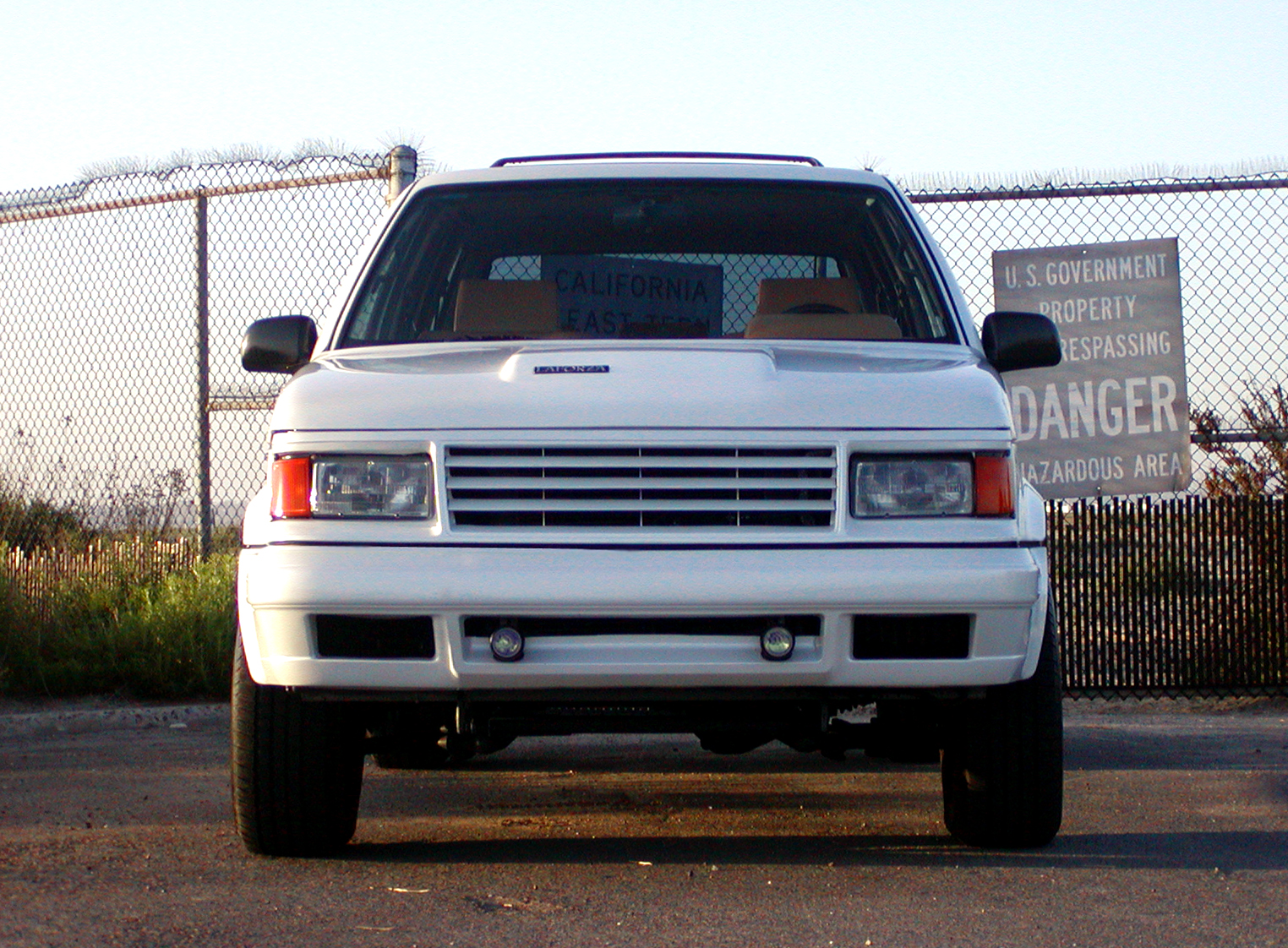
Laforza V8 5.0 z 1989 roku

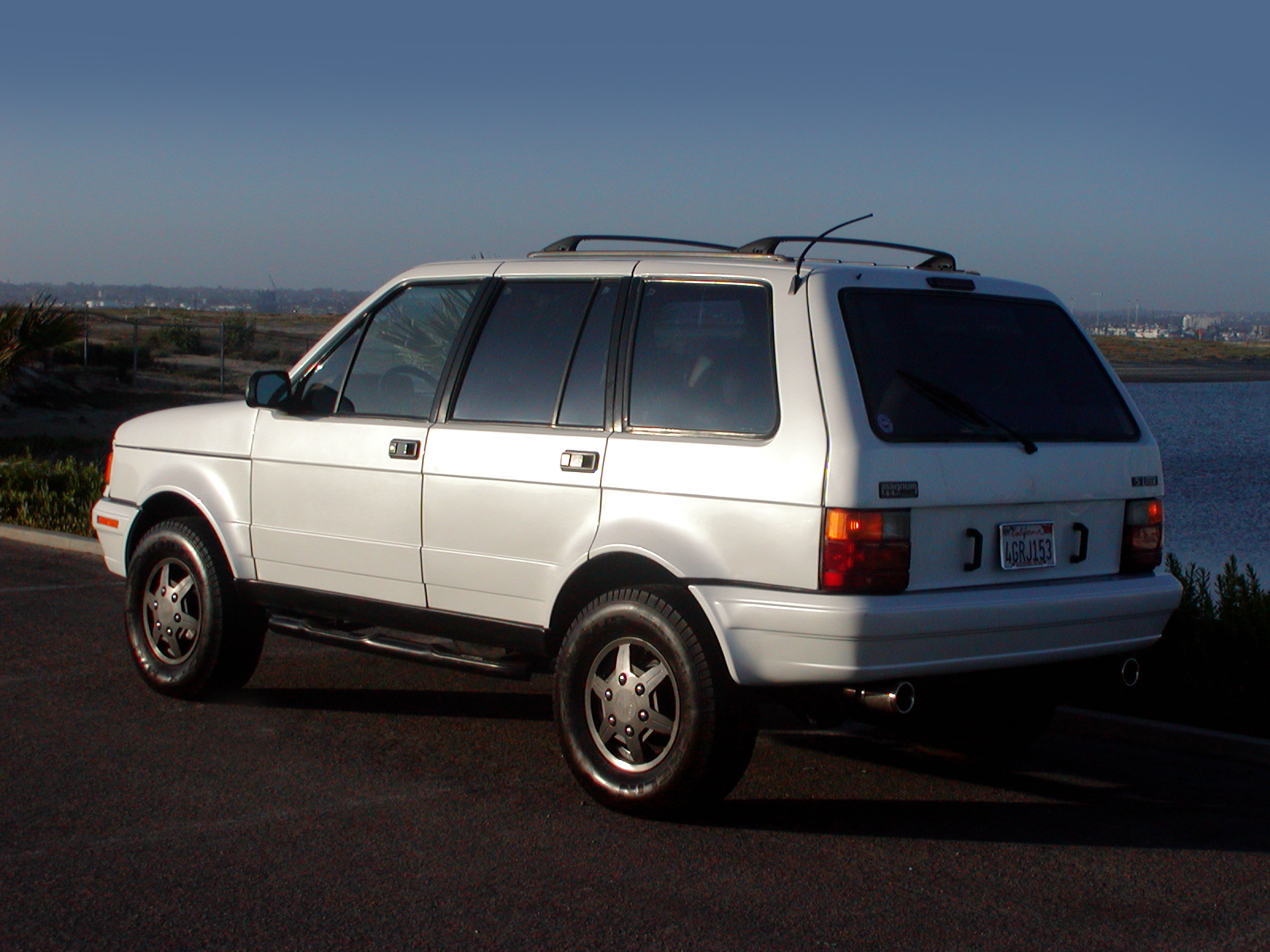
Laforza V8 5.0 z 1989 roku

Rayton Fissore Magnum 4x4 − luksusowy 4-drzwiowy samochód sportowo-użytkowy z napędem AWD produkowany od końca 1985 roku. Powstał jako konkurent dla Range Rovera i najlepiej wyposażonych wersji Chevroleta Suburban. Po raz pierwszy pojazd został zaprezentowany w lipcu 1984 roku. Nadwozie zaprojektował Tom Tjardaa. Samochód powstał na bazie skróconej i obniżonej ramy pochodzącej z będącego wówczas w fazie projektowania terenowego modelu wojskowego Iveco "40 PM 10". W pierwszych prototypach Magnum montowano turbodoładowaną jednostkę wysokoprężną pochodzącą z modelu Turbodaily, ostatecznie zdecydowano się jednak na podobny silnik Sofim o pojemności 2445 cm³ – było to główne źródło napędu większości wyprodukowanych modeli Magnum 4x4. Dyferencjał przedni jak i tylny oraz układy hamulcowy i zawieszenia przejęto z ciężarówki Iveco, opartej na modelu Iveco Daily z napędem AWD.
Oprócz wysokoprężnego silnika Sofim, dostępne były także silniki Fiata/Lancii Abarth (R4 z doładowaniem mechanicznym) oraz Alfy Romeo (V6 2.5). Wersja V6 nosiła nazwę Magnum VIP. Podczas Targów Motoryzacyjnych w Turynie w 1988 roku zaprezentowano odświeżoną wersję modelu, jednostki Fiata i Alfy Romeo zastąpiono wysokoprężnymi VM Motori, dodano także do oferty silnik R6 BMW M30B34. Początkowo silnik VM miał pojemność 2,4 l, w późniejszym czasie zastosowano większy motor 2.5.
W Stanach Zjednoczonych pojazd sprzedawany był od 1989 roku pod nazwą Laforza. Nadwozie pojazdu montowane było we Włoszech, następnie wysyłane było do Stanów Zjednoczonych, gdzie uzupełniano je w silniki, początkowo były to benzynowe jednostki V8 5.0 Windsor Forda zblokowane z 4-biegową automatyczną skrzynią biegów. Pierwsza seria nie odniosła w USA większego sukcesu, w 1993 roku Dave Hops zakupił pozostałe 50 egzemplarzy od poprzedniego dystrybutora, po czym wznowił sprzedaż pod nazwą LaForza GT. Moc silnika wynosiła około 225 KM, opcjonalnie dostępna była wersja z doładowaniem mechanicznym, moc wzrastała wówczas do 300 KM. Produkcję modelu zakończono w 2003 roku.

## Silniki
| Wersja                | Silnik:                                              | Moc maksymalna:                    | Maks. moment obrotowy      | 0-100 km/h:        | V-max:             |                    |
| Silniki benzynowe:    | Silniki benzynowe:                                   | Silniki benzynowe:                 | Silniki benzynowe:         | Silniki benzynowe: | Silniki benzynowe: | Silniki benzynowe: |
| --------------------- | ---------------------------------------------------- | ---------------------------------- | -------------------------- | ------------------ | ------------------ | ------------------ |
| R4 2.0 Abarth         | R4 2,0 l (1995 cm³), doładowanie mechaniczne Volumex | 138 KM (101 kW) przy 5500 obr./min | 205 Nm przy 3000 obr./min  | b/d                | 155 km/h           |                    |
| V6 2.5 Alfa Romeo     | V6 2,5 l (2492 cm³)                                  | 160 KM (118 kW) przy 5600 obr./min | 206 Nm przy 4400 obr./min  | b/d                | 168 km/h           |                    |
| R6 3.5 BMW M30B34     | R6 3,4 l (3430 cm³)                                  | 211 KM (155 kW) przy 5700 obr./min | 315 N•m przy 4000 obr./min | b/d                | 170 km/h           |                    |
| V8 5.0                | V8 4,9 l (4942 cm³) OHV                              | 225-300 KM                         | b/d                        | ~8,1 s             | b/d                |                    |
| Silniki wysokoprężne: |                                                      |                                    |                            |                    |                    |                    |
| R4 2.5 TD SOFIM       | R4 2,4 l (2445 cm³), turbo                           | 92 KM (66 kW) przy 4000 obr./min   | 196 Nm przy 2200 obr./min  | b/d                | 145 km/h           |                    |
| R4 2.4 VM HR492HT     | R4 2,4 l (2393 cm³), turbo                           | 110 KM (80 kW) przy 4200 obr./min  | 252 Nm przy 2400 obr./min  | b/d                | 150 km/h           |                    |
| R4 2.5 VM HR425CLI    | R4 2,5 l (2498 cm³), turbo                           | 120 KM (88 kW) przy 4200 obr./min  | 258 Nm przy 2500 obr./min  | b/d                | 156 km/h           |                    |